# Die Brücke von Remagen
Die Brücke von Remagen (Originaltitel: The Bridge at Remagen) ist ein Kriegsfilm aus dem Jahr 1969 über den ersten Rheinübergang durch Verbände der United States Army. Die Filmhandlung lehnt sich an den historischen Hintergrund an, schildert aber nicht die tatsächlichen Geschehnisse im März 1945.
Der Film ist nicht zu verwechseln mit der gleichnamigen deutschen Fernsehproduktion aus dem Jahr 1967.

## Handlung
Im März 1945 steht Deutschland kurz vor dem militärischen Zusammenbruch. Während im Osten die Rote Armee unaufhaltsam auf Berlin zumarschiert, stehen im Westen die Amerikaner vor dem Rhein (nördlich von Koblenz: Operation Lumberjack, südlich davon: Operation Undertone). Durch die Sprengung der Oberkasseler Brücke bei Bonn verhindern die Deutschen im letzten Moment, dass die Brücke von den Amerikanern eingenommen werden kann. Damit ist die Ludendorff-Brücke bei Remagen der letzte intakte Rheinübergang. Somit wird die Brücke gleichermaßen zum Angriffsziel für die Amerikaner, zur einzig noch verbliebenen Rückzugsmöglichkeit für die versprengten Einheiten der 15. Armee, etwa 75.000 Mann, die auf der Westseite des Rheins in der Falle sitzen, und zur letzten Fluchtmöglichkeit für Zivilisten aus den auf der Westseite umkämpften Gebieten.
General Shinner befiehlt einen schnellen Vorstoß über Meckenheim nach Remagen, um der 15. Armee den Rückzugsweg abzuschneiden. Er geht davon aus, dass die Brücke entweder von den Deutschen gesprengt oder von den United States Army Air Forces (USAAF) bombardiert wird. Die Spitze dieses Feldzuges bildet Major Barnes mit seinem Bataillon, allen voran die von Captain Colt angeführte A-Kompanie. Als diese ein von Deutschen besetztes Gehöft einnimmt, wird Captain Colt getötet. Daraufhin muss Lieutenant Hartman die Kompanie weiterführen, während Sergeant Angelo (Spitzname „Angel“) dessen Zug übernimmt.
Da Hitler mit allen Mitteln verhindern will, dass die Amerikaner den Rhein überqueren, erhält General von Brock den Befehl, die Brücke so bald wie möglich sprengen zu lassen. Es soll nicht noch einmal ein solches Risiko wie bei der Oberkasseler Brücke eingegangen werden. General von Brock will aber möglichst vielen Soldaten der 15. Armee das Leben retten. Da seine Proteste zurückgewiesen werden, ernennt er seinen alten Freund Major Krüger zum Kampfkommandanten von Remagen. Dieser verspricht ihm, die Brückensprengung so lange wie möglich hinauszuzögern.
Als Major Krüger in Remagen eintrifft, erfährt er von Hauptmann Schmidt, dem Chef der Brückensicherungskompanie, dass anstatt der 1600 Mann auf dem Papier nur noch etwa 200 Mann zur Verteidigung zur Verfügung stehen. Er kann auch den NSDAP-Kreisleiter und Stadtrat Holzgang, dessen einziger Sohn in Stalingrad gefallen ist, nicht mehr dazu bewegen, Widerstand gegen die Amerikaner zu leisten und in Remagen Männer zur Verteidigung der Stadt zusammenzutrommeln. Die beiden Panzerabteilungen, die General von Brock als Verstärkung bereithalten wollte, treffen nie in Remagen ein. Der Sprengstoff für die Brückensprengung wird zwar geliefert, jedoch handelt es sich um minderwertiges Material, was man dadurch auszugleichen versucht, indem man nur an den wichtigsten Punkten der Brücke Sprengladungen anbringt und dafür immer die doppelte Menge nimmt.
Nach Bombardements durch die USAAF wird Remagen von US-Truppen eingenommen. Obwohl am Hotel der Familie Holzgang weiße Fahnen hängen, wird aus einem Fenster auf die Amerikaner geschossen. Nachdem Sergeant Angelo den Schützen niedergeschossen hat, stellt er erschüttert fest, dass es sich um einen kaum 16 Jahre alten Jungen handelt. Holzgang beteuert, dem Jungen verboten zu haben, Widerstand zu leisten. Seine Anstecknadel verrät ihn aber als NSDAP-Mitglied, weshalb Lieutenant Hartman ihn nicht für vertrauenswürdig hält.
Von einem Kirchturm aus haben die Soldaten Sicht auf die Brücke und stellen fest, dass sie von den Deutschen noch nicht gesprengt wurde. Daraufhin lässt Major Barnes die Brücke von Panzern unter schweren Beschuss nehmen. Als aber General Shinner in Remagen eintrifft und die strategische Bedeutung der Brücke erkennt, befiehlt er, die Sprengung zu verhindern und die Brücke einzunehmen, da ein schneller Rheinübergang den Krieg um Wochen verkürzen und tausenden Soldaten das Leben retten könnte.
Lieutenant Hartman erhält den Befehl, die Brücke zu stürmen und die Sprengladungen zu entfernen, was mit erheblichen Verlusten einhergeht. Als die Amerikaner auf der Brücke sind, befiehlt Major Krüger die Sprengung, die jedoch nur mit Verzögerung über eine Notzündschnur ausgelöst werden kann, da die Zündleitungen durch Granattreffer unterbrochen wurden. Hartman und seine Männer können nur einen Teil der Sprengladungen entfernen und bringen sich gerade noch rechtzeitig in Sicherheit. Nach der Sprengung stellen beide Seiten überrascht fest, dass die Brücke immer noch steht. Damit geht der blutige Kampf um die Brücke weiter.
Major Krüger hat sich mit den restlichen Männern, nur noch eine Handvoll und darunter zahlreiche Verwundete, und Schutz suchenden Zivilisten im Eisenbahntunnel verschanzt. Er will den Kampf um die Brücke fortsetzen, kann jedoch niemanden mehr zum Weiterkämpfen motivieren. Als er auch noch zwei Deserteure erschießt, wird er als Mörder beschimpft. Da der telefonische Kontakt zum Hauptquartier nicht mehr möglich ist, will er dieses aufsuchen, um General von Brock die Lage klarzumachen und Verstärkung anzufordern. Im Hauptquartier trifft er auf den SS-Offizier Gerlach, der sich auf einen Auftrag Hitlers beruft und General von Brock seines Kommandos enthoben hat. Major Krüger versucht vergeblich darzulegen, dass die missglückte Brückensprengung auf ungenügend Sprengstoff in erforderlicher Qualität zurückzuführen sei. Er wird von Gerlach als Kampfkommandant von Remagen abgesetzt und verhaftet, anschließend wird er standrechtlich erschossen.
An der Brücke ergibt sich Hauptmann Schmidt mit den restlichen Männern den Amerikanern. Zehn Tage nach den Ereignissen stürzt die Brücke ein; sie hatte den Belastungen nicht mehr standgehalten (tatsächlich überquerten binnen 24 Stunden nach der Eroberung 8000 alliierte Soldaten mitsamt Fahrzeugen und Waffen die Brücke).

## Hintergrund

### Ausstattung
Die Ansammlung von acht Panzern amerikanischer Bauart, mehreren Halbkettenfahrzeugen und Schützenpanzern, Militär-Lkw und Jeeps sowie nahezu 5000 überwiegend tschechischen Statisten in Wehrmachts- und GI-Uniformen inkl. Gewehren und Maschinenwaffen führte zu einigen Irritationen während des Prager Frühlings.
So wurden die Dreharbeiten von sowjetischer Seite in Zusammenhang mit einem geheimen Waffenlager der Amerikaner gebracht und zeitweise von Hubschraubern beobachtet. Die tschechoslowakische Polizei ließ vorübergehend die Sprengstoffe für die Spezialeffekte beschlagnahmen und DDR-Medien erklärten die Dreharbeiten zu einer Tarnoperation der CIA.
Nach dem Einmarsch von 500.000 Soldaten der Warschauer Vertragsstaaten in die Tschechoslowakei musste die Filmmannschaft das Land schleunigst verlassen. Im Filmtagebuch ist mit Datum 20. August 1968 vermerkt: „No shooting today because of shooting.“ (deutsch: „Heute kein Bilderschießen wegen des Schießens.“) Der Film war damals erst zu rund zwei Dritteln fertig.
Der Film erreicht unter anderem durch die Sprengung mehrerer Straßenzüge in Most einen hohen Grad an Realismus. So sah man erstmals Original-Halbkettenfahrzeuge Sd.Kfz. 251/1 als Wehrmacht-Fahrzeuge und nicht die in Kriegsfilmen sonst üblichen, mit Balkenkreuzen bemalten M3 Halftracks. Die Hanomags und zahlreiche andere Ausrüstungsteile konnten in der Tschechoslowakei aufgetrieben werden.
Waffen und Panzer stammten von der österreichischen Armee und aus dem Fundus der Filmstudios in Prag-Barrandov.
In der Tschechoslowakei wurden nach der Befreiung 1945 zahlreiche von den Deutschen in beschlagnahmten Rüstungsfabriken installierte Fertigungslinien weitergenutzt, z. B. wurde der Schützenpanzerwagen Sd.Kfz. 251 bei Tatra als OT-810 weitergebaut.

### Drehorte

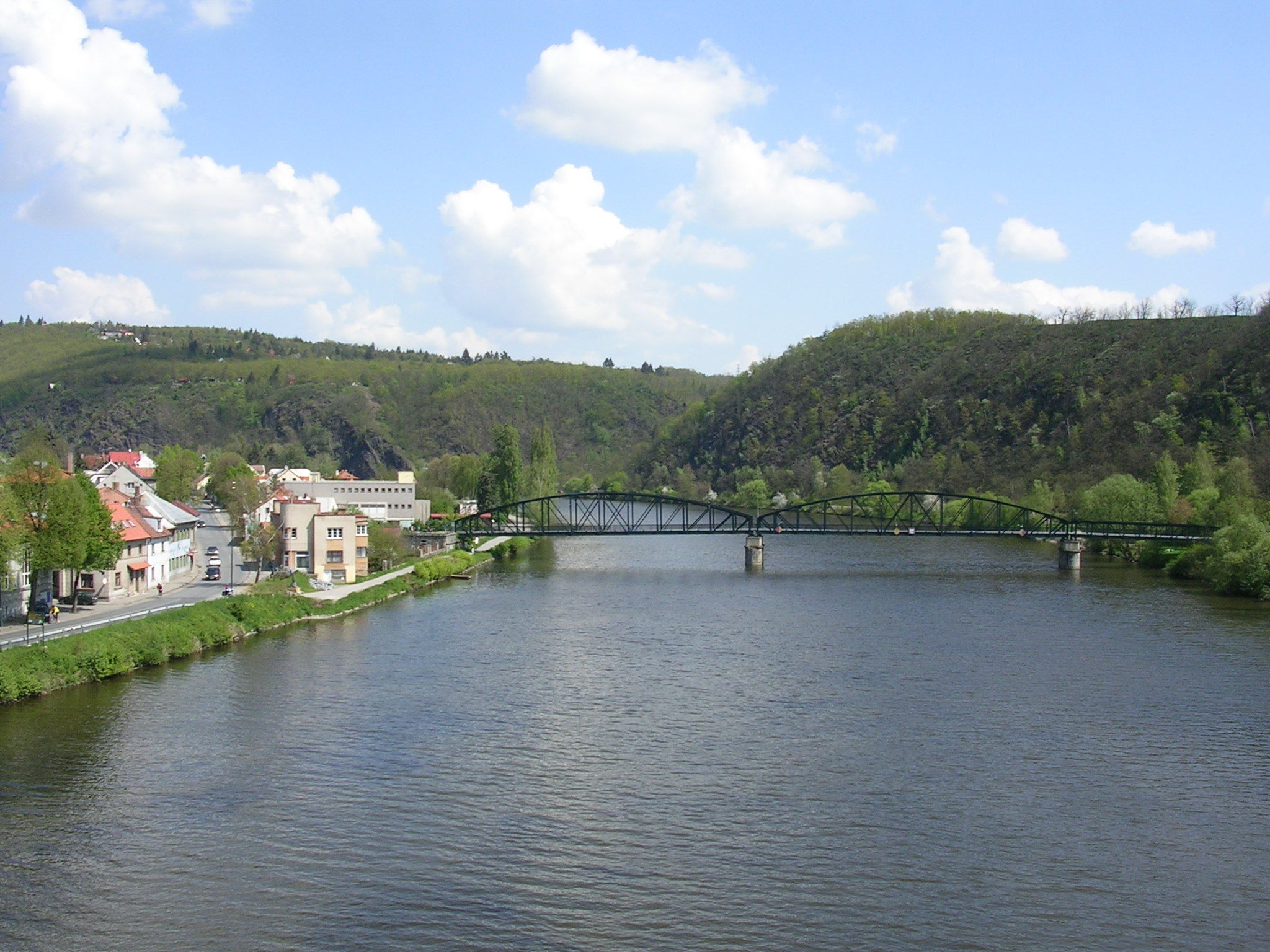
Die Filmbrücke in Davle im Jahr 2008

Die Innenaufnahmen entstanden in den Filmstudios Barrandov in Prag, die Filmbrücke steht in Davle an der Moldau in Tschechien. Für die Aufnahmen der spektakulären Zerstörungen Remagens durch einen Bombenangriff und den Häuserkampf diente die historische Innenstadt von Most in der Tschechoslowakei, die einem Braunkohle-Tagebau weichen musste. Die Sprengungen wurden von der Aufnahmemannschaft koordiniert und filmgerecht aufbereitet. Es gibt auch nächtliche Szenen, die auf dem Platz der Davle nahegelegenen Kleinstadt Jílové u Prahy aufgenommen wurden.
Nach dem überstürzten Verlassen der damaligen Tschechoslowakei fand man für noch fehlende weitere Aufnahmen, insbesondere von der Belagerung des Tunneleingangs, einen Ersatzdrehort in der Umgebung von Castel Gandolfo, Italien. In Hamburg entstanden ein Nachbau des Tunnelinneren sowie mehrere Inneneinrichtungen, außerdem wurde an der Alten Harburger Elbbrücke und in einem kleinen Bauernhof bei Woltersdorf im Wendland gedreht.

### Kinostarts
| Land               | Datum                   |
| ------------------ | ----------------------- |
| Vereinigte Staaten | 13. und 27. August 1969 |
| Schweden           | 23. Oktober 1969        |
| Bundesrepublik     | 14. November 1969       |
| Dänemark           | 1. Januar 1970          |
| Finnland           | 8. Mai 1970             |
| Spanien            | 29. August 1970         |

### Abweichungen vom historischen Ablauf
Die Handlung weicht in zahlreichen Punkten von den historischen Abläufen ab. So war die Remagener Brücke am 7. März 1945 keineswegs die einzige verbliebene Rheinbrücke im westdeutschen Angriffsraum der Alliierten. Es existierten noch die am 13. Januar 1945 beschädigte Hindenburgbrücke bei Rüdesheim/Bingen (endgültig zerstört um den 15. März 1945), die Kronprinz-Wilhelm-Brücke bei Neuwied-Engers (gesprengt am 9. März 1945), die Straßenbrücke zwischen Bonn und Beuel (gesprengt am 8. März 1945) und die Eisenbahnbrücke Wesel (gesprengt am 10. März 1945). Die in der Eingangsszene des Films zerstörte Eisenbahnbrücke bei Oberkassel (gesprengt am 3. März 1945) befand sich nicht in der südlich von Bonn gelegenen Gemeinde Oberkassel, sondern im gleichnamigen Düsseldorfer Stadtteil.
Die Amerikaner stießen bei der Einnahme der Remagen umgebenden Höhen und der Stadt selbst auf keine organisierte Verteidigung durch deutsche Truppen, ein Häuserkampf fand somit nicht statt und es gab auch keine Opfer unter den GIs. Ebenso erfolgte an diesem Tag kein Bombenangriff auf Remagen, da das Wetter diesig war; feiner Sprühregen und die tiefhängenden Wolken verhinderten alliierte Lufteinsätze.
Die auf dem Plateau über dem Erpeler Eisenbahntunnel liegende Flakbatterie verfügte nicht über die gezeigten schweren Rohrwaffen. Dort befanden sich lediglich einige leichte Fla-Geschütze, die nicht zur Panzerbekämpfung geeignet waren. Im Raum Remagen – unter anderem auf der Erpeler Ley – hatte zudem eine Fla-Einheit mit geheimen, als Föhn-Gerät bezeichneten neuartigen Mehrfach-Flugabwehr-Raketenwerfern Stellung bezogen. Einige davon fielen unbeschädigt in die Hände der Alliierten.
Die Einheit des Lieutenant Timmermann, der im Film Lieutenant Hartman genannt wird, überquerte die Brücke nicht unmittelbar vor dem Sprengversuch und beschäftigte sich auch nicht in einem Wettlauf gegen die Zeit mit der Entfernung des Sprengstoffs an der Brückenkonstruktion, sondern nutzte die Verwirrung nach der Explosion der Notladung, als die Brücke wieder in ihre Lager zurückgefallen war. Sie hatte dabei keine Verluste. Nicht detonierte Sprengstoffpakete der Hauptladung wurden später von amerikanischen Pionieren entschärft.
Es gab auch keinen Kahn im Rhein und folglich keinen Überfall aus dem Hinterhalt auf die in der Nacht vor dem Tunneleingang liegenden US-Truppen. Zu diesem Zeitpunkt war der Tunnel längst in amerikanischer Hand.
Der für die Verteidigung und rechtzeitige Sprengung verantwortliche deutsche Offizier, Major Hans Scheller (im Film Paul Krüger genannt), wurde wenige Tage nach dem amerikanischen Rheinübergang vom Oberbefehlshaber der Heeresgruppe B, Generalfeldmarschall Walter Model, in Altwied (Stadtteil von Neuwied) persönlich festgenommen und einem Standgericht überstellt. Der SS-Sonderbeauftragte Gerlach, der Krüger im Film seines Kommandos enthebt, soll das von Hitler selbst am 9. März 1945 eingesetzte „Fliegende Standgericht West“ repräsentieren.

## Synchronisation
Die deutsche Synchronbearbeitung entstand 1969.
| Rolle                                | Darsteller           | Synchronsprecher     |
| ------------------------------------ | -------------------- | -------------------- |
| Lieutenant Phil Hartman              | George Segal         | Klaus Kindler        |
| Major Paul Krüger                    | Robert Vaughn        | Niels Clausnitzer    |
| Sergeant „Angel“ Angelo              | Ben Gazzara          | Thomas Braut         |
| Major Barnes                         | Bradford Dillman     | Manfred Schott       |
| Brigadier General Shinner            | E. G. Marshall       | Leo Bardischewski    |
| Generaloberst von Brock              | Peter van Eyck       | Heinz Engelmann      |
| Hauptmann Carl Schmidt               | Hans Christian Blech | Hans Christian Blech |
| Stadtrat Holzgang, NSDAP-Kreisleiter | Heinz Reincke        | Heinz Reincke        |
| Greta Holzgang                       | Sonja Ziemann        | Sonja Ziemann        |
| Junge Französin                      | Anna Gaël            | Gudrun Vaupel        |
| Hauptmann Otto Baumann               | Joachim Hansen       | Joachim Hansen       |
| Corporal Grebs                       | Bo Hopkins           | Gerhart Lippert      |
| Corporal Jellicoe                    | Matt Clark           | Werner Uschkurat     |
| Colonel Dent                         | Fritz Ford           | Manfred Andrae       |
| Private Slavek                       | Steve Sandor         | Norbert Gastell      |
| SS-General Gerlach                   | Günter Meisner       | Reinhard Glemnitz    |
| General von Stürmer                  | Richard Münch        | Richard Münch        |
| Leutnant Eckert                      | Jan Schánilec        | Til Kiwe             |
| Fahrer Wilhelm                       | Rolf Jahncke         | Willy Friedrichs     |

## Kritiken
- Das Fernsehmagazin TV Spielfilm beschreibt den Film als „großes Kriegsdrama über die Kämpfe um die letzte intakte Rheinbrücke“. Regisseur Guillermin schuf mit „gigantische[n] Explosionen“ einen „hochexplosiv[en]“ Film, der „aber auch voller Klischees“ sei.[9]
- Moviemaster wird noch deutlicher: „Das Prädikat „Anti-Kriegsfilm“ hat „Die Brücke von Remagen“ nun wirklich nicht verdient. Recht nüchtern werden die militärischen Strategien beschrieben und Kampfszenen gibt es leider auch allzu viele. Mit diesen versucht Regisseur Guillermin offensichtlich zeitweise das schwache Drehbuch von Richard Yates und William Roberts zu übertünchen. Aber leider vergeblich, denn am Ende fehlt dem Film die Stringenz.“[10]
- Freundlicher behandelt das Lexikon des internationalen Films das Werk: „Um historische Richtigkeit und Objektivität bemühte Inszenierung, die bekannte Klischees und Typen geschickt mit Eigenleben füllt. Der mit immensem Aufwand arbeitende Film müht sich weitgehend erfolgreich, die Erbarmungslosigkeit des Krieges herauszustellen und Heroisierungen zu vermeiden.“[11]
- Adolf Heinzlmeier und Berndt Schulz bewerten den Film in ihrem Lexikon „Filme im Fernsehen“ mit 2½ Sternen (= überdurchschnittlich) und meinen: „[…]; präzis inszeniertes militärisches Sandkastenspiel mit einem eindrucksvollen Staraufgebot.“[12]